# Gare de Villetaneuse-Université
Pour les articles homonymes, voir Gare de l'Université.
Ne doit pas être confondu avec Gare d'Épinay - Villetaneuse.
La gare de Villetaneuse-Université est une gare ferroviaire française de la ligne de Sartrouville à Noisy-le-Sec (tangentielle légère nord) située sur le territoire de la commune de Villetaneuse (Seine-Saint-Denis), desservie depuis le 1er juillet 2017, par la ligne de tramway T11, une ligne de train léger reliant, en première phase, la gare d'Épinay-sur-Seine à celle du Bourget.
Dans une seconde phase, le T11 devrait être prolongé vers les gares de Sartrouville et Noisy-le-Sec.
La gare est située à proximité d'un des trois terminus de la ligne de tramway T8, en service depuis décembre 2014.

## Situation ferroviaire

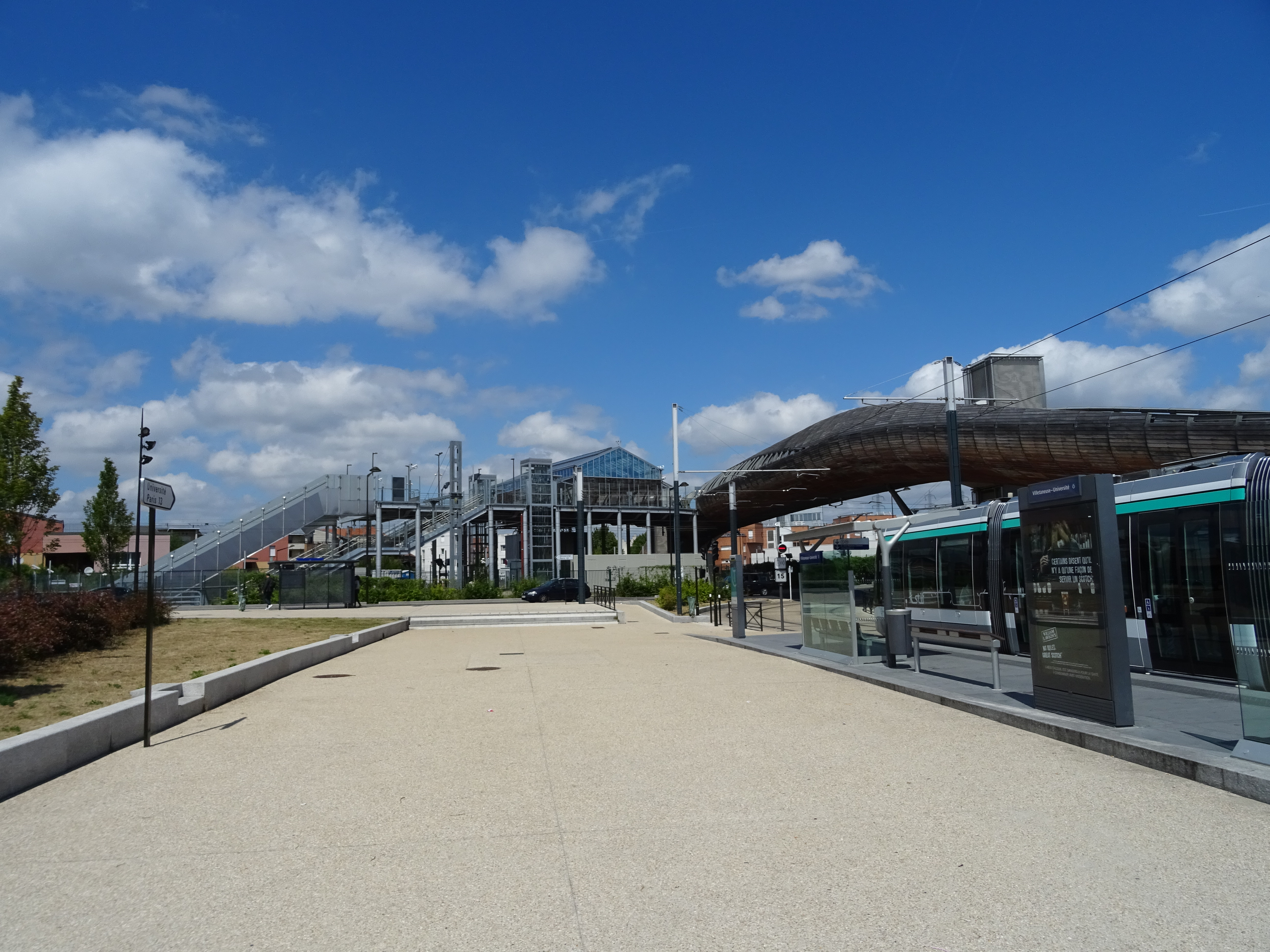
Pôle d'échange de Villetaneuse-Université avec la station terminus du tramway 8 et la passerelle assurant l'accès au T11 situé à l'arrière-plan.

La gare dessert directement le campus de Villetaneuse de l'université Sorbonne-Paris-Nord, jusqu'alors seule université francilienne à ne pas être desservie par un mode de transport en commun lourd, ainsi que le centre-ville de Villetaneuse.
Les quais de la station du tramway T11 sont implantés est-ouest, longeant côté nord la ligne de la grande ceinture de Paris, perpendiculairement à ceux du T8.
Bien que jouxtée par un parvis, les quais du T11 ne sont accessibles que par le bâtiment voyageurs qui n'est lui-même accessible que par une passerelle, pentue, ou par des ascenseurs, à la fiabilité contestée, situés sur la voie publique. L'association des usagers de transport (AUT) de Plaine Commune a donc plaidé pour l’aménagement d’un accès aux quais direct et de plain-pied, depuis l’esplanade qui jouxte les voies ferrées côté nord. Cette idée « extrêmement simple et de bon sens » pour Christophe Piercy, président de l'association, permettrait aux voyageurs d'utiliser les ascenseurs au sein de la gare afin d'accéder au bâtiment voyageurs et au quai sud. Pour Île-de-France Mobilités, « L’aménagement serait complexe pour des raisons techniques et foncières » ; l'autorité régulatrice estime : « Il faut concentrer les efforts sur les ascenseurs ».

## Accueil
La gare dispose d'un guichet et d'un automate pour l'achat de titres de transports en commun d'Île-de-France. Elle est dotée d'ascenseurs pour les personnes à mobilité réduite. Le Wi-Fi est disponible dans l'intégralité de la gare.

## Fréquentation
En 2022, selon les estimations de la SNCF, la fréquentation annuelle de la gare est de 3 902 317 voyageurs.

## Intermodalité

### Station du T8
Les quais de la station RATP du tramway T8 sont orientés nord-sud. Le terminus se prolonge par une voie unique menant au site de maintenance et de remisage du T8.

### Bus
Les lignes 256 et 361 du réseau RATP desservent la gare.

## A proximité
La gare se situe à proximité immédiate de l'université, au sud, et de l'Hôtel de ville, au nord.
La commune instaure, en septembre 2017, un stationnement en zone bleue limité à 90 minutes dans un rayon de 500 mètres autour de la gare. Le 24 juin 2017, sur le parvis de la gare, elle inaugure trois statues parlantes en bronze au poing levé, un enfant métis, une descendante d'esclave et un chibani, afin d'« honorer ceux qui ont combattu les discriminations et les injustices ».

Galerie de photographies
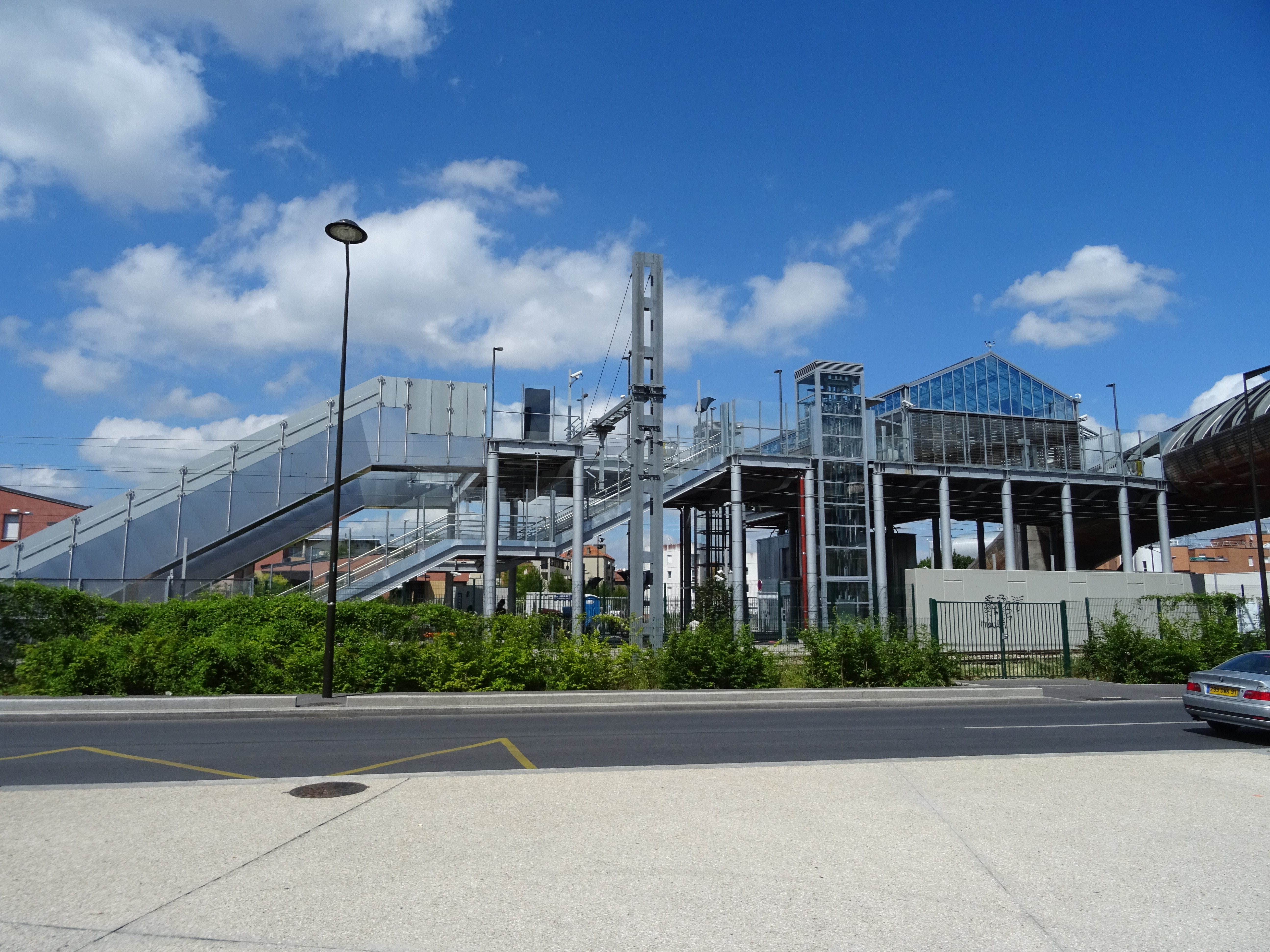
Gare du T11, vue depuis le terminus du T8.
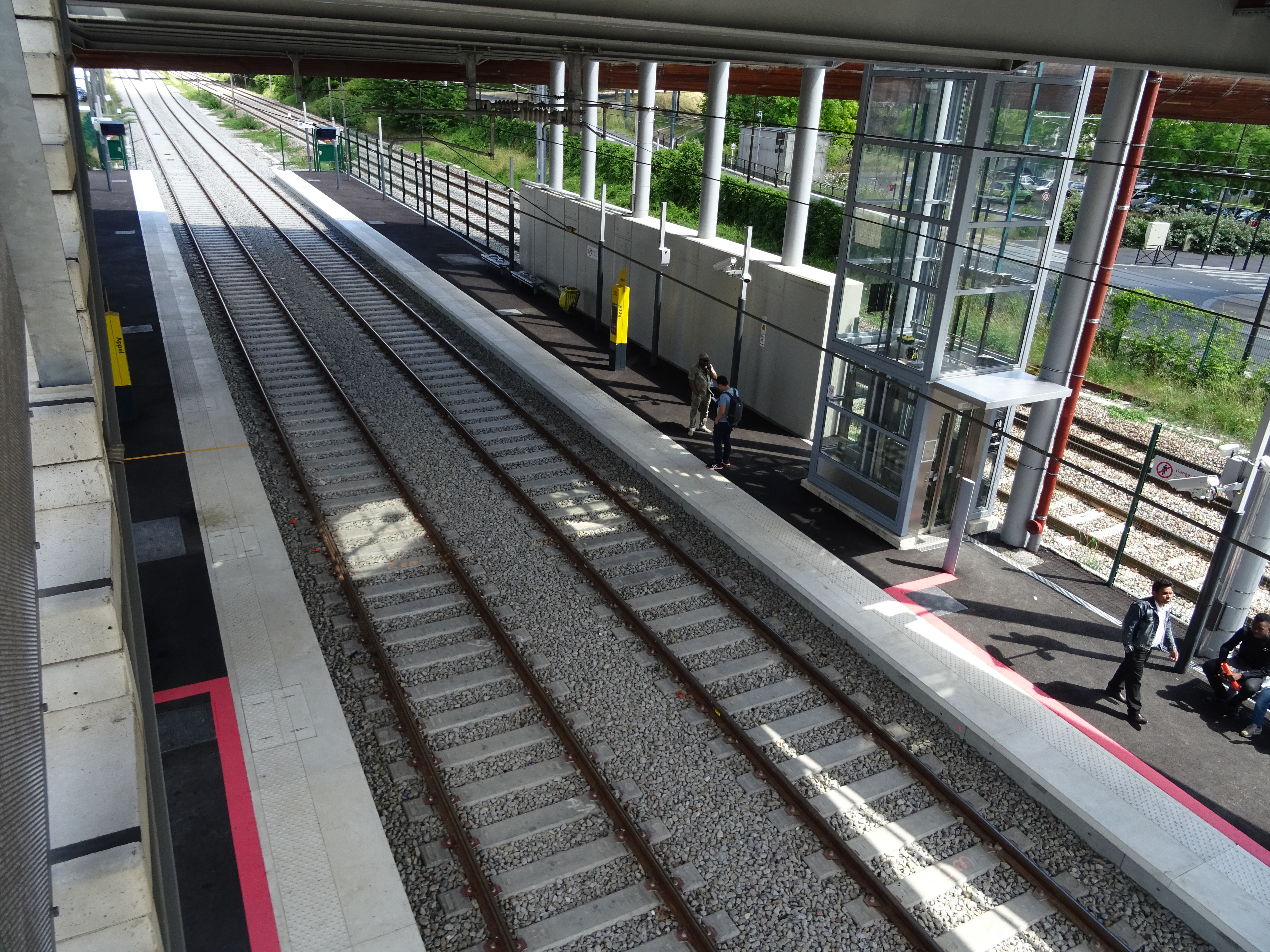
Quais de la gare trois jours après l'ouverture.
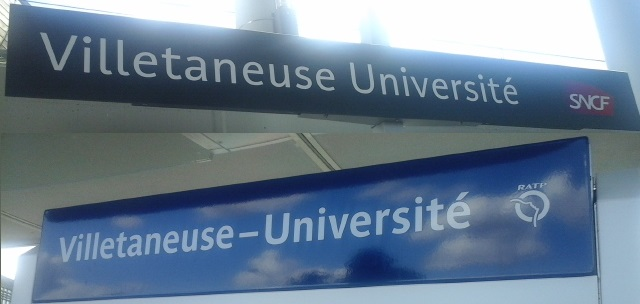
Plaques signalétiques indiquant le nom de la gare SNCF du tramway T11 et de la station RATP du tramway T8.
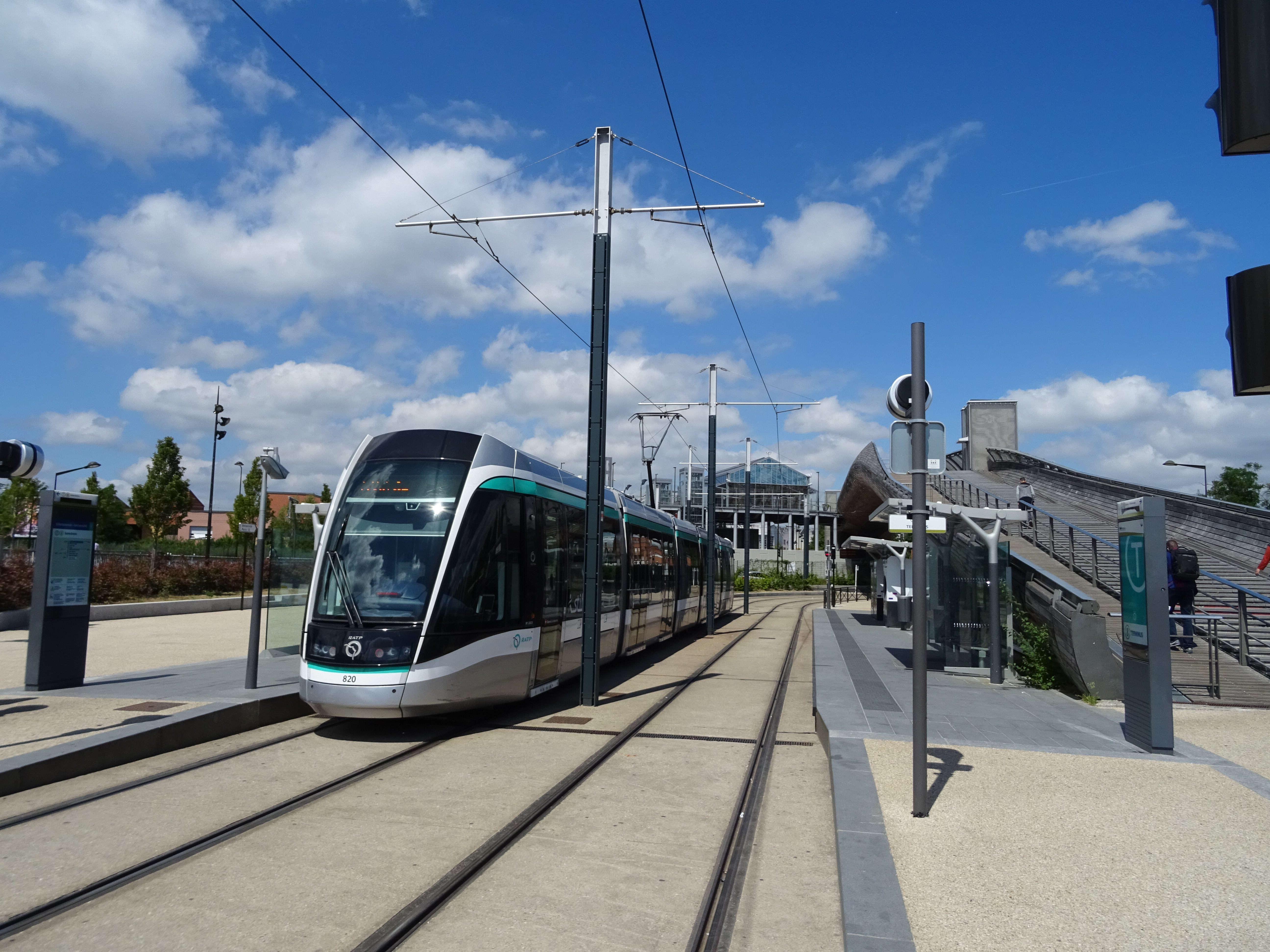
Terminus du tramway T8.